# IC 779
IC 779 — галактика типу SBc у сузір'ї Волосся Вероніки.
Цей об'єкт міститься в оригінальній редакції індексного каталогу.